# Toku-no-shima
Cet article concerne une langue. Pour l'île du même nom, voir Tokunoshima.
Le toku-no-shima est une langue parlée au Japon, dans le sud de la préfecture de Kagoshima, sur l'île de Tokunoshima. Elle fait partie du groupe des langues ryūkyū, apparentées au japonais.

## Phonologie
Les informations suivantes proviennent de Kanto (2022).

### Voyelles
|         | Antérieure    | Centrale | Postérieure |
| ------- | ------------- | -------- | ----------- |
| Fermée  | /i/           | /ɨ/      | /u/ [u]     |
| Moyenne | /e/ [e]       |          | /o/ [o]     |
| Ouverte | /ɛ/ [ɛ] ~ [ə] | /a/ [ɒ]  |             |

Dans le dialecte de Kametsu, les voyelles /i/ et /ɨ/ sont clairement distinguées. L'aperture et le point d'articulation exacts de la voyelle /ɛ/ est un sujet controversé parmi les auteurs travaillant sur cette langue. Néanmoins, il est clair que les voyelles /e/ et /ɛ/ ne sont pas allophones.

### Consonnes
|               |                  | Bilabiale | Alvéolaire           | Vélaire | Glottale                  |
| ------------- | ---------------- | --------- | -------------------- | ------- | ------------------------- |
| Occlusive     | Sourde           | /p/       | /t/                  | /k/     |                           |
| Occlusive     | Voisée           | /b/       | /d/                  | /ɡ/     |                           |
| Occlusive     | Laryngealisée    |           | /tˀ/                 | /kˀ/    |                           |
| Fricative     | Sourde           |           | /s/ [s] ~ [ɕ]        |         |                           |
| Fricative     | Voisée           |           | /z/ [z] ~ [d͡z] ~ [ʑ] |         | /h/ [h] ~ [ç] ~ [x] ~ [ɸ] |
| Affriquée     | Affriquée        |           | /c/ [t͡s]             |         |                           |
| Nasale        | Non laryngalisée | /m/       | /n/                  |         |                           |
| Nasale        | Laryngealisée    | /mˀ/      | /nˀ/                 |         |                           |
| Battue        | Battue           |           | /r/ [ɾ]              |         |                           |
| Semi-voyelles | Non laryngalisée | /w/       | /j/                  |         |                           |
| Semi-voyelles | Laryngealisée    | /wˀ/      | /jˀ/                 |         |                           |

Bien que les semi-voyelles aient une valeur similaire à celle des voyelles, elles ne peuvent constituer une more à part entière.

### Intonations
Deux intonations sont utilisées en toku-no-shima : l'intonation montante (comme pour les questions) et descendante. Cependant, les intonations du dialecte d'Isen sont peu étudiées et les données disponibles actuellement ne suffisent pas pour établir une classification.